# José Malsio Montoya
José Carlos Malsio Montoya (Callao, 2 de septiembre de 1924 - Lima, 13 de noviembre de 2007) fue un músico clásico y director de orquesta peruano.

## Biografía
José Malsio  nació en el distrito de Bellavista, cerca del Callao. Desde temprana edad fue influenciado por el arte y en especial por la música. Fue alumno en la Escuela Bach.
En 1941 viajó a Estados Unidos para estudiar dirección de orquesta en la Eastman School of Music en Rochester. Paralelo a sus estudios de música, estudió dos años de arquitectura. Fue influenciado por la crítica y la teoría musical del músico y director de la escuela, el estadounidense Howard Hanson, como también de los músicos Burril Phipipps y Bernard Rogers.
En el último año de su carrera una de sus obras fue interpretada por el pianista Frederick Marvin, en presencia de Alma Mahler.
Entre los años de 1942 y 1946, Malsio se incorporó al círculo de alumnos del prestigioso músico austriaco Arnold Schönberg, en Los Ángeles. También por esos años estudió de manera particular con los músicos Jascha Horenstein y Paul Hindemith. Con este último en la Universidad de Yale.
En el año 1946 realizó un viaje a Europa por barco. Participó del concurso de Jóvenes Directores de Orquesta, realizado en la ciudad francesa de Bezançon, donde fue jurado el prestigioso músico y director de orquesta alemán Wilhelm Furtwängler. En este viaje logró contactarse con las figuras más importantes del arte del siglo XX, donde destacan las figuras de Octavio Paz, Roberto Matta, Francois Michel, Claudio Arrau, Carmelo Arden Quin, Orson Wells, entre otros. Se relacionó también con artistas peruanos como el músico Enrique Pinilla, el escritor Emilio Adolfo Westphalen, el pintor y escritor Francisco Abril de Vivero, el poeta Jorge Eduardo Eielson y otras destacadas personalidades.
A finales de la década de 1940, y en algunas de sus visitas a Lima, es invitado a las reuniones del círculo de artististas locales fundadores de la llamada Agrupación Espacio, conformado por los arquitectos Luis "Cartucho" Miró Quesada, Adolfo Córdova, Santiago Agurto, el escritor Sebastián Salazar Bondy, el pintor Fernando Szyszlo Valdelomar, hoy conocido como Fernando de Szyszlo y a otras destacadas figuras del arte. Originalmente compondría la música para el cortometraje experimental "Esta pared no es medianera" de Fernando de Szyszlo (1952), pero esto no se dio.
En los últimos años de la década de 1940, Malsio fue invitado a ocupar el cargo de director suplente de la Orquesta Sinfónica Nacional (OSN) dirigida en ese entonces por el músico vienés Theo Buchwald, fundador de la OSN. Meses después ocupó el cargo de Buchwald, convirtiéndose en el primer director peruano en ocupar ese cargo. 
En el año 1970 dirigió el Conservatorio Nacional de Música hasta el año de 1972. A finales de los años 70, Malsio y un grupo de personas fundaron COMAPARE (Comisión cívica de vecinos del Parque de la Reserva, de la que fue presidente hasta su fallecimiento), con el afán de preservar la memoria de los reservistas de la Guerra del Pacífico.